# Antal Günther

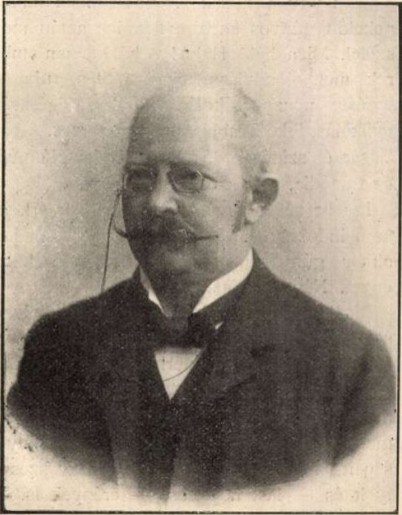
Antal Günther

Antal Günther (Székesfehérvár, 23 september 1847 – Boedapest, 23 februari 1920) was een Hongaars politicus en journalist. Hij was minister van Justitie van 1907 tot 1909 voor de Onafhankelijkheidspartij in de regering-Wekerle II en was voorzitter van de Koninklijk Hongaarse Curie van 1909 tot 1920. Van 1917 tot 1918 was hij vice-voorzitter van het Magnatenhuis.